# Карелин, Иван Вячеславович
Ива́н Вячесла́вович Каре́лин (1924—2001) — советский лётчик-испытатель, Герой Советского Союза (1983).

## Биография
Иван Карелин родился 19 июня 1924 года в городе Калязине. Проживал в городе Раменское Московской области, окончил местный аэроклуб. В октябре 1941 года Карелин был призван на службу в Рабоче-крестьянскую Красную Армию. В 1942 году он окончил Сасовскую военную авиационную школу первоначального обучения лётчиков, в 1946 году — Тамбовское военное авиационное училище лётчиков. В марте 1950 года в звании капитана Карелин был уволен в запас. Работал лётчиком-инструктором аэроклуба в Коломне.
В 1953 году Карелин окончил курсы при школе лётчиков-испытателей, после чего работал лётчиком-испытателем на Улан-Удэнском авиационном заводе, занимался испытаниями истребителей «МиГ-15УТИ». С 1956 года Карелин работал лётчиком-испытателем на Горьковском авиационном заводе, в 1981 году стал старшим лётчиком-испытателем. Занимался испытаниями сверхзвуковых самолётов, в том числе «МиГ-19», «МиГ-21», «МиГ-25», «МиГ-31», а также их различных модификаций.
Указом Президиума Верховного Совета СССР от 13 апреля 1983 года за «мужество и героизм, проявленные при испытании новой авиационной техники», Иван Карелин был удостоен высокого звания Героя Советского Союза с вручением ордена Ленина и медали «Золотая Звезда» за номером 11494.
Проживал сначала в Горьком, затем в Киеве. Последние годы жизни провёл в городе Жуковском Московской области. 

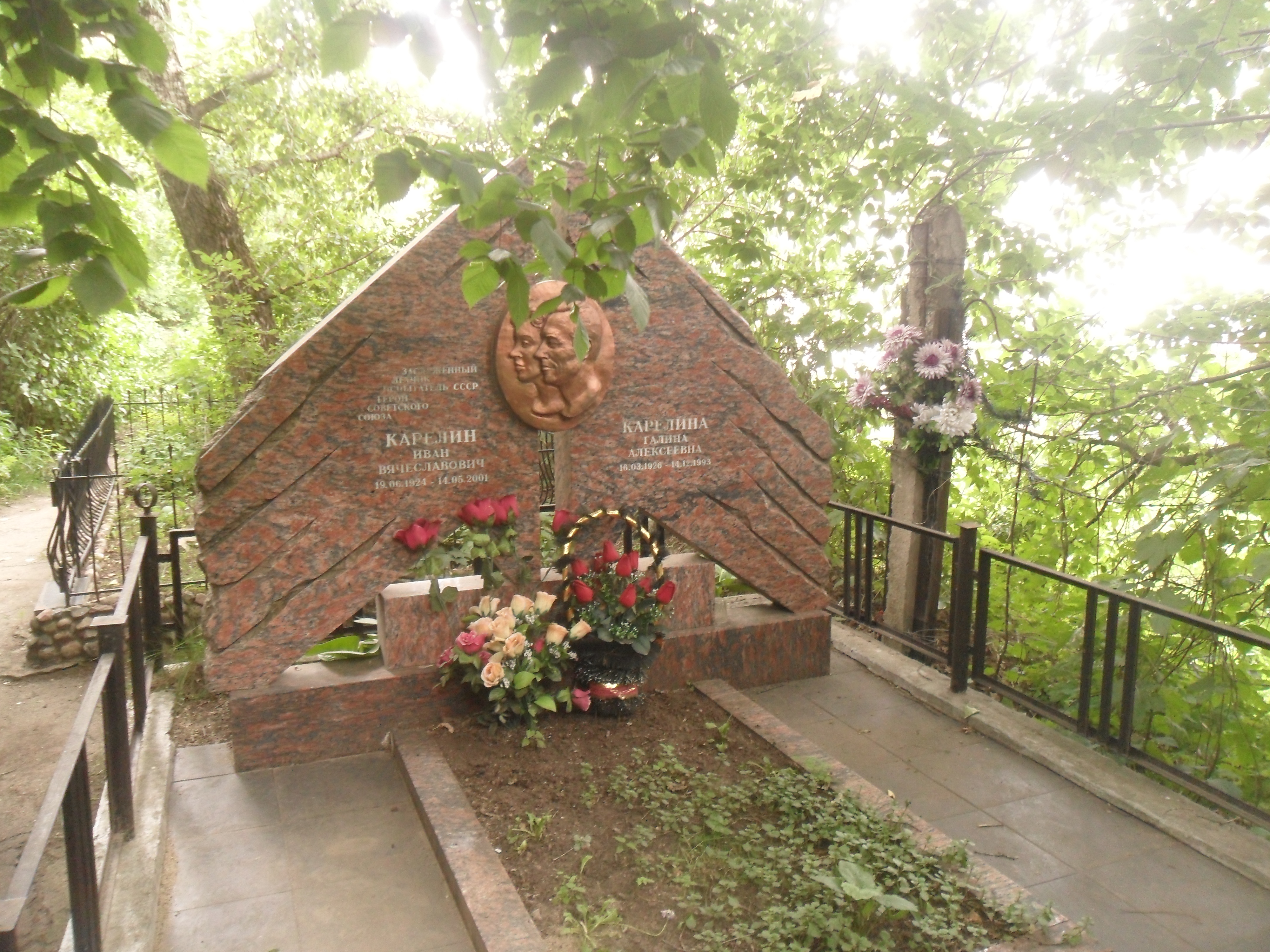
Могила Карелина на Быковском кладбище Жуковского.

Скончался 14 мая 2001 года, похоронен на Быковском кладбище Жуковского.
Заслуженный лётчик-испытатель СССР (1970). Был также награждён орденами Октябрьской Революции и Красной Звезды, рядом медалей.